# Wiejsieje
Wiejsieje (lit. Veisiejai) – miasto na Litwie, w okręgu olickim, w rejonie łoździejskim.
Wiejsieje położone są na Pojezierzu Suwalskim, na półwyspie nad jeziorem Hańcza, na południe od jeziora Wiernieje. Nazwa miasta pochodzi od jeziora Wiejsieje położonego 6 km na południowy zachód od miasta.

## Historia
Miasto zostało założone w 1501 roku. W XVII–XVIII wieku majątek należał do rodu Massalskich. W 1525 roku miejscowości nadano prawa miejskie, a w 1526 wybudowano pierwszy kościół. Miasto wraz z przyległym obszarem król Zygmunt August nadał Andrzejowi Siemienowiczowi, kniaziowi słuckiemu. Następnie miasto przeszło w ręce Massalskich. Biskup wileński Massalski rozpoczął tu budowę wielkiego kościoła. Około roku 1800 stały pod dachem od lat 20 niewykończone mury, grożące ruiną. Zapewne też Massalscy zbudowali tu zamek warowny na swą rezydencyą. Tenże biskup podarował jeszcze za życia swego dobra Wiejsieje Wiktoryi z Ogińskich Ogińskiej, wdowie, którą wydał za swego plenipotenta Mateusza Żyniewa, który za rządów pruskich uzyskał tytuł hrabiego. Podobno biskup włoźył na Ogińską obowiązek ukończenia i utrzymywania kościoła, czego jednakże nie wykonała, poprzestając na częściowej restauracyi w roku 1817 zrujnowanej mocno budowli. Po śmierci Żyniewa dobra przeszły do rąk Ogińskich, w spadku po żonie. Następnie przeszły dobra na hr. Amelią z Ogińskich Wołowiczową. Kościół murowany, lecz nie sklepiony, ma 42 łokcie wysokości, 70 łok. długości w nawie a 14 w presbiteryum przy 50 łok. szerokości w nawie a 22 w presbiteryum. Wewnątrz 3 ołtarze. Pod kościołem sklepione podziemia. Pomników nie ma. Dach kryty dachówką. W latach 1885–1887 pracował tutaj jako okulista Ludwik Zamenhof, twórca esperanto.
Za Królestwa Polskiego istniała wiejska gmina Wiejsieje.

## Zabytki
- oficyna pałacu Massalskich
- Park Ogińskich, obecnie najstarszy park na Litwie, założony w XIX wieku. W parku znajduje się odsłonięty w 1998 roku granitowy pomnik Ludwika Zamenhofa, dłuta Juliusa Narušisa.
- kościół pw. św. Jerzego wybudowany w latach 1775-1817 w stylu późnobarokowo-klasycystycznym. W podziemiach kościoła pochowany jest fundator kościoła, hetman Michał Massalski wraz z żoną, Franciszką z Ogińskich.
- drewniana synagoga z 1925 roku[1].

## Komunikacja
Wiejsieje nie mają stacji kolejowej. Komunikacja autobusowa łączy Wiejsieje z Wilnem, Kownem, Olitą, Mariampolem, Łoździejami, Druskienikami, Kalwarią, Wyłkowyszkami, Serejami i in.

## Galeria

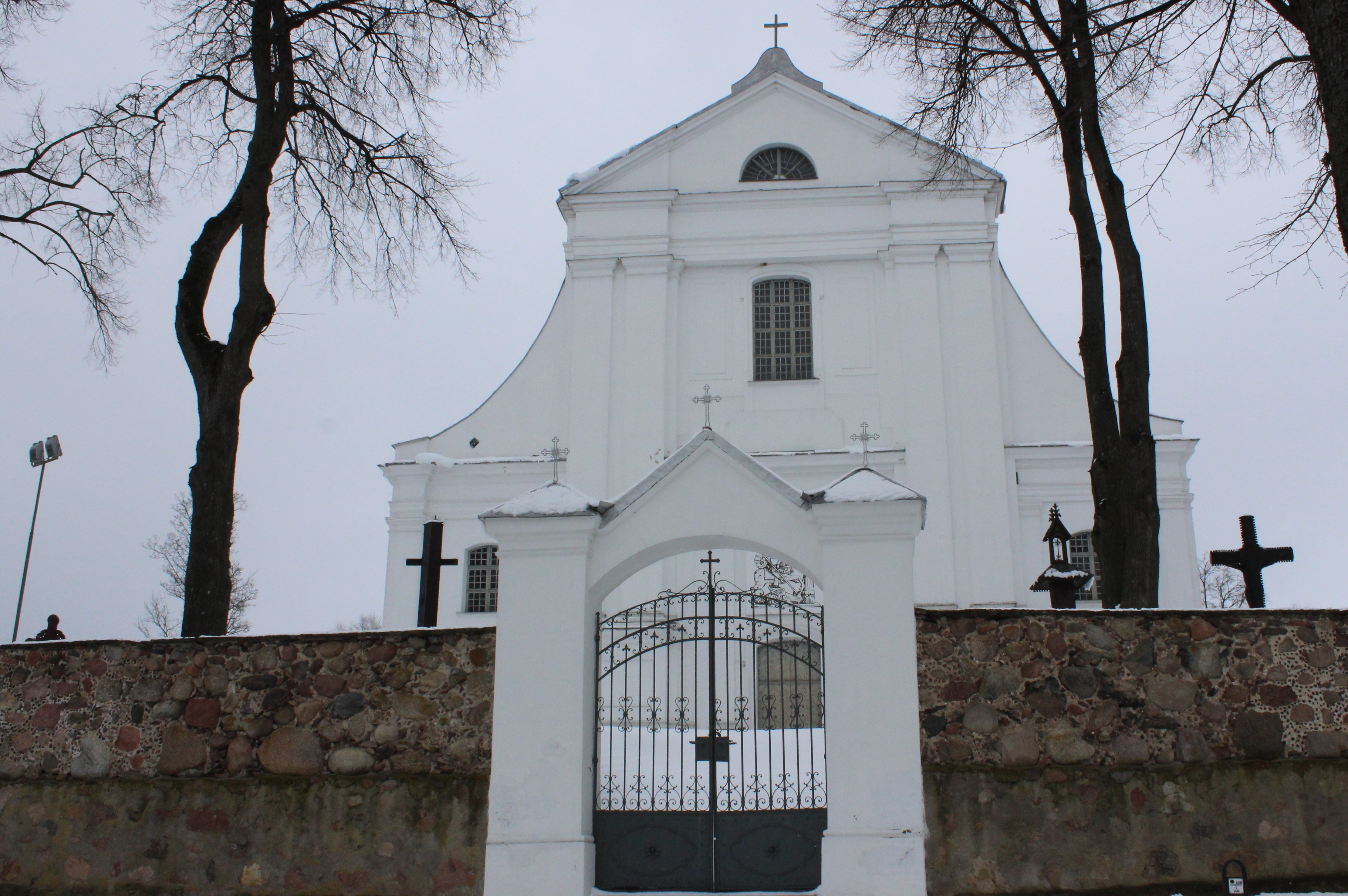
Kościół św. Jerzego w Wiejsiejach
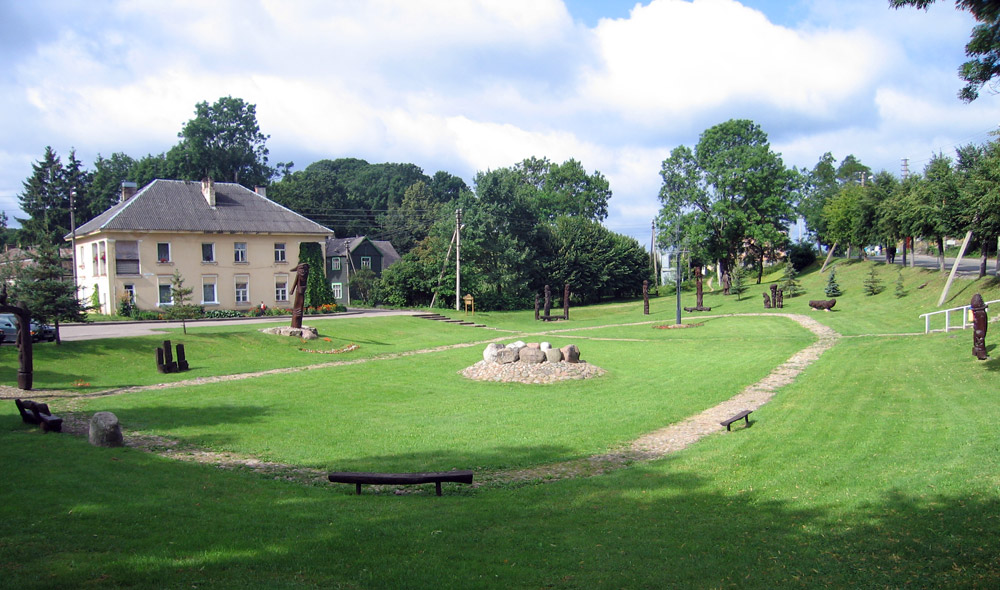
Park w Wiejsiejach
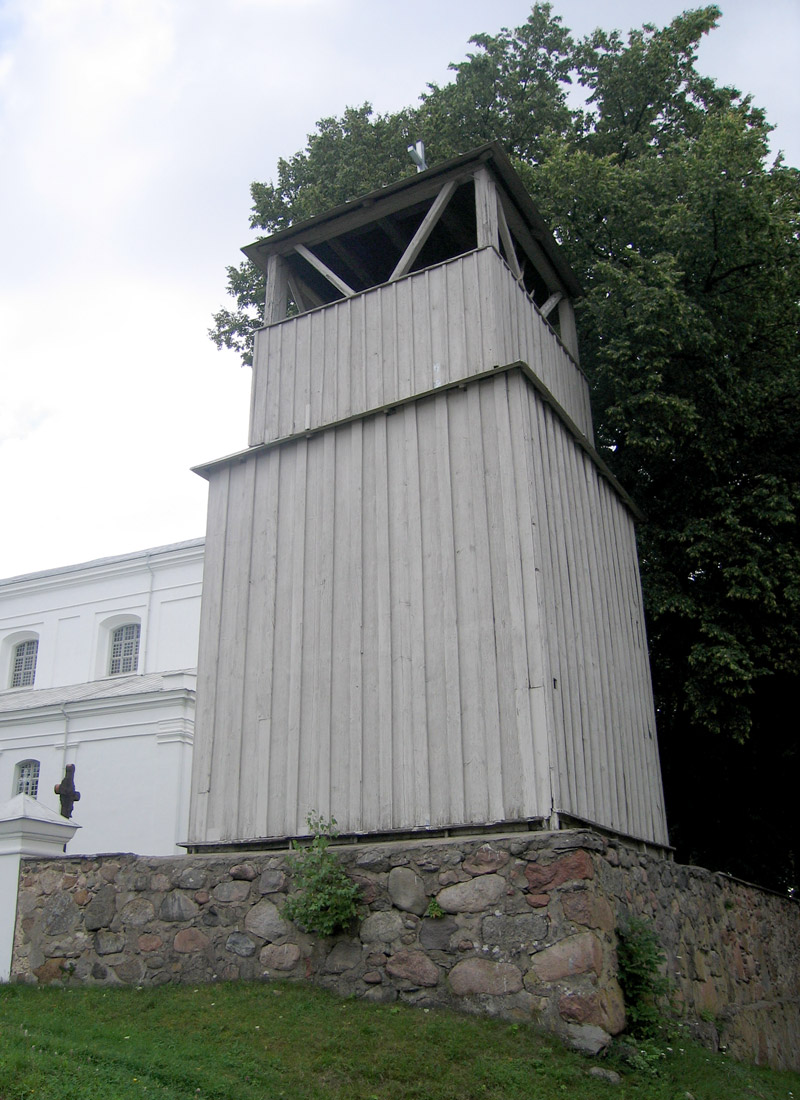
Drewniana dzwonnica
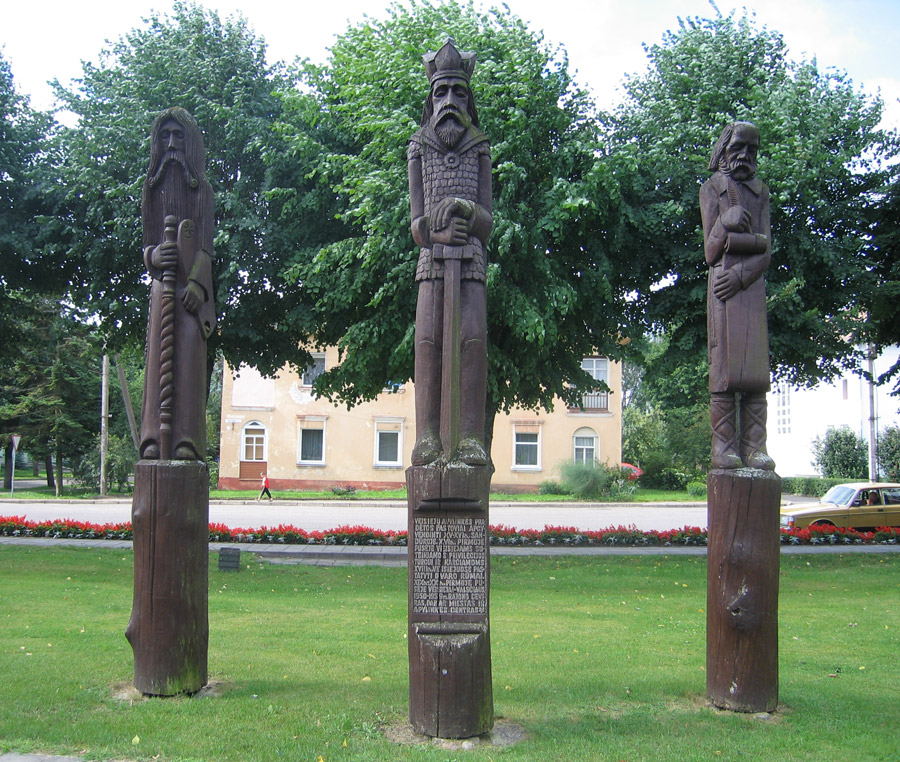
Drewniane rzeźby
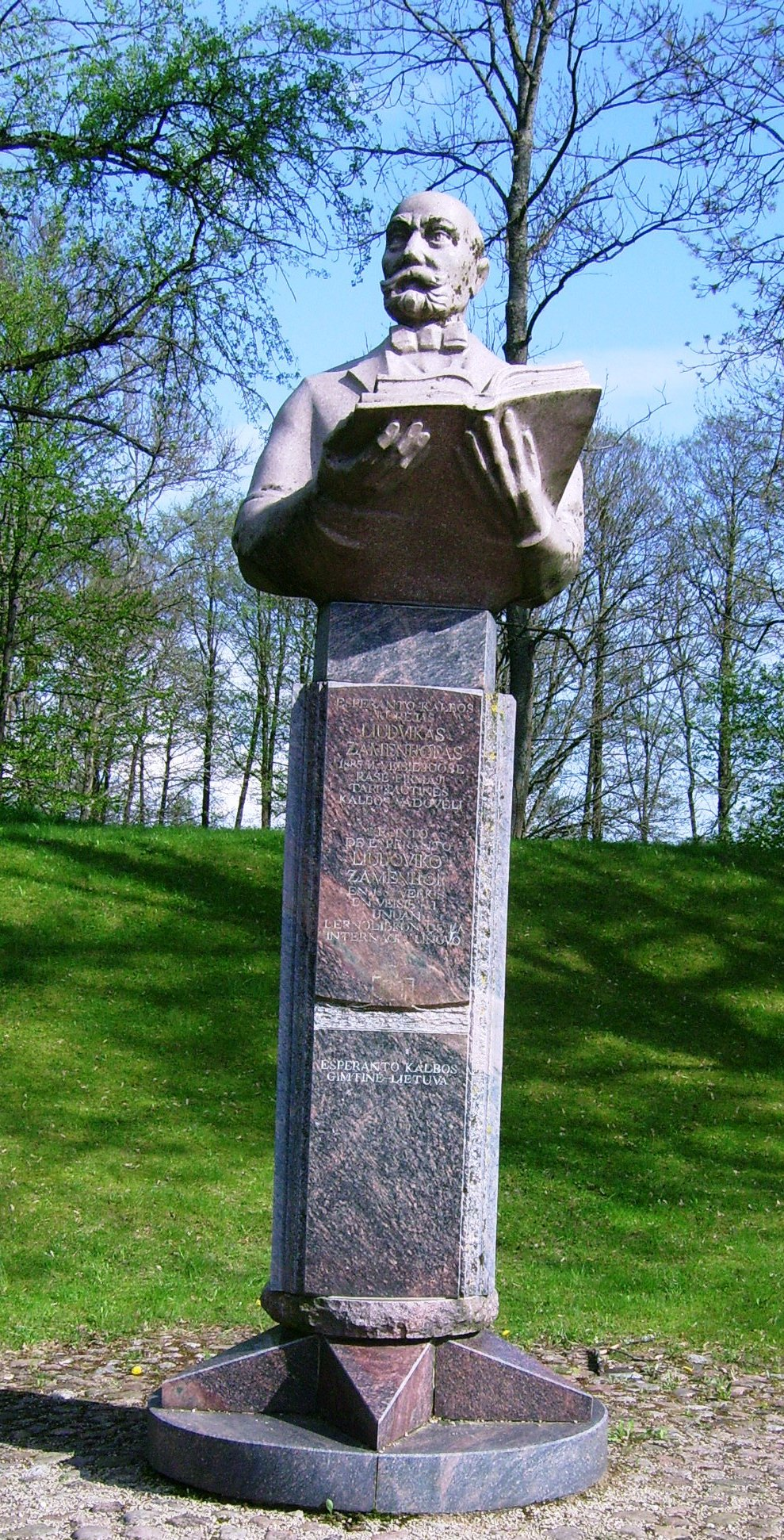
Pomnik Zamenhofa